# Strike (film)
Pour les articles homonymes, voir Strike et Kingpin.
Pour plus de détails, voir Fiche technique et Distribution.
Strike ou Le Roi de la quille au Québec (Kingpin) est un film américain réalisé par Bobby et Peter Farrelly et sorti en 1996. Second film des frères Farrelly, il met en scène Woody Harrelson dans le rôle d'un ancien joueur de bowling professionnel alcoolique. Il devient le manager d'un jeune Amish prometteur joué par Randy Quaid. Vanessa Angel et Bill Murray tiennent également les rôles principaux.
Le film est sorti distribué par la Metro-Goldwyn-Mayer. Doté d'un budget de 25 millions de dollars, il ne récolte que 32,2 millions de dollars au box-office.

## Synopsis
1979. Roy Munson est un jeune prodige du bowling. Il quitte sa ville natale d'Ocelot, dans l'Iowa, pour se lancer dans une carrière professionnelle. Pour ses débuts, il bat le joueur professionnel narcissique Ernie McCracken. Désireux de se venger, McCracken convainc Roy de l'aider à escroquer les joueurs amateurs locaux pour gagner de l'argent. Leur stratagème étant découvert, McCracken s'enfuit, laissant Roy avec ses victimes, qui détruisent sa main de bowling lors d'un retour de boule, mettant fin à sa carrière.
Dix-sept ans plus tard, Roy dit à Scranton en Pennsylvanie. Il est devenu un alcoolique cynique et intrigant, qui porte une prothèse de main en caoutchouc. Par ailleurs, son nom de famille est devenu synonyme d'échec et de potentiel gâché. Une lueur d'espoir se présente en la personne d'Ishmael, jeune Amish surdoué du bowling mais mal dégrossi. Entre les deux protagonistes une improbable amitié se noue. Ils font donc cause commune pour gagner le tournoi de bowling de Reno doté d'un million de dollars. L'un pour sauver sa communauté de la faillite et l'autre pour sortir de la fange.

## Fiche technique
- Titre français : Strike
- Titre original : Kingpin
- Titre québécois : Le Roi de la Quille
- Réalisation : Bobby et Peter Farrelly
- Scénario : Barry Fanaro et Mort Nathan
- Musique : Freedy Johnston
- Photographie : Mark Irwin
- Montage : Christopher Greenbury
- Production : Brad Krevoy, Steve Stabler et Bradley Thomas
- Sociétés de production : Motion Picture Corporation of America, Rysher Entertainment
- Société de distribution : Metro-Goldwyn-Mayer
- Pays de production :  États-Unis
- Langue : anglais
- Genre : comédie, sport
- Durée : 113 minutes
- Dates de sortie :
  - États-Unis : 4 juillet 1996

## Distribution
- Woody Harrelson (VF : Marc Saez ; VQ : Bernard Fortin) : Roy Munson
- Randy Quaid (VQ : Sébastien Dhavernas): Ishmael
- Vanessa Angel (VQ : Anne Bédard) : Claudia
- Bill Murray (VQ : Daniel Lesourd) : Ernie McCracken
- William Jordan : M. Boorg
- Zen Gesner (VQ : François Godin): Thomas
- Prudence Wright Holmes : Mme Boorg
- Daniel Greene (VQ : Hubert Gagnon) : Calvert Munson
- Sayed Badreya (VQ : Manuel Tadros) : Fatima
- Michele Matheson (en) (VQ : Anne Dorval) : Rebecca
- Lin Shaye : le propriétaire
- Richard Tyson (VQ : Jacques Lavallée) : le propriétaire du Stiffy
- Chris Elliott (VQ : Jacques Lavallée) : le parieur
- Rob Moran (VQ : Pierre Auger) : Stanley Osmanski
- Danny Murphy : le barman du bowling clandestin
- Roger Clemens : Skidmark
- Jonathan Richman : un musicien à la taverne
- Urge Overkill : les interprètes de l'hymne national à Reno
- Blues Traveler : les musiciens Amish (non crédités)

## Production

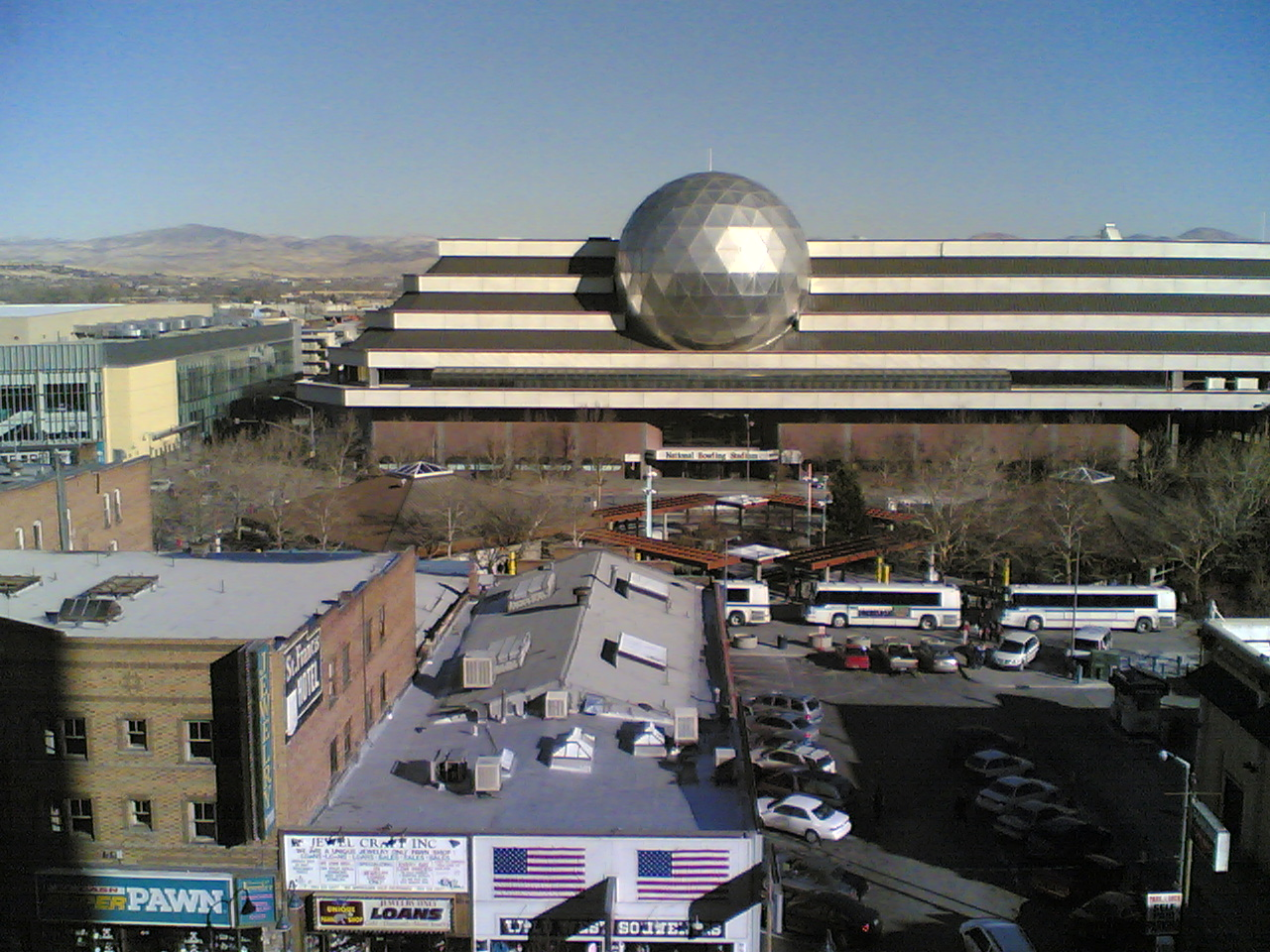
Le National Bowling Stadium a servi de décor

Le tournage a lieu en Pennsylvanie (Pittsburgh, Mars, Rochester, Trafford), dans l'État de New York (Webster) ainsi qu'à Reno dans le Nevada (Silver Legacy Resort Casino, National Bowling Stadium (en), Virginia Street, Interstate 80).

## Accueil

### Critique
Roger Ebert du Chicago Sun-Times écrit une critique très positive et attribue au film la note de trois étoiles et demie sur quatre. Il écrit que toutes les blagues ne fonctionnaient pas, mais que celles qui fonctionnaient étaient exceptionnellement drôles. Gene Siskel du Chicago Tribune a également approuvé le film, le plaçant sur sa liste des dix meilleurs films de l'année 1996. Nancy Gerstman a mentionné le film comme l’un des neuf films les plus sous-estimés des années 1990
En 2018, le site Vulture.com le classe 2e des meilleurs films avec Woody Harrelson.

### Box-office
Contrairement à leur premier film, Dumb and Dumber, les frères Farrelly ne rencontrent ici pas le succès. Le film n'engrange que 25 millions de dollars aux États-Unis, pour un total de 32 millions dans le monde et ce pour un budget estimé à 25 millions. 

## Commentaire
C'est l'un des seuls films des frères Farrelly dont ils n'ont pas écrit le scénario.